# Noualhieridia
Noualhieridia (лат.) — род клопов из семейства древесных щитников. Эндемик Мадагаскар (Афротропика).

## Описание
Длина тела около 1 см. От близких родов отличается следующими признаками: боковые края переднеспинки листовидные, её плечевые углы выходят за основание надкрылий; боковой край передних крыльев бугристый у основания; красноватый вид; 1-й усиковый сегмент выступает за передний конец головы, все усиковые сегменты чёрные; отверстие-носик обонятельной железы короткое, достигает одной трети ширины метаплевры; параклипеи не выходят за пределы переднего конца антеклипеуса; стернальный киль обычно отсутствует или слабо развит. Антенны 5-члениковые. Лапки состоят из двух сегментов. Щитик треугольный и достигает середины брюшка, голени без шипов.
- Noualhieridia guentheri Kment, 2007[7]
- Noualhieridia marginata Cachan, 1952[8]
- Noualhieridia ornatula Breddin, 1898
- Noualhieridia rufa Cachan, 1952